# Haumea (planeta enano)
Haumea (símbolo: ), designado por el Centro de Planetas Menores (MPC) como (136108) Haumea, es un planeta enano que se encuentra más allá de la órbita de Neptuno, en el cinturón de Kuiper. Su designación provisional fue «2003 EL61». El 17 de septiembre de 2008 la Unión Astronómica Internacional (UAI) lo clasificó como planeta enano y plutoide y le dio el nombre en honor de la diosa hawaiana de la natalidad.
Fue descubierto en 2003 por un equipo dirigido por José Luis Ortiz Moreno en el Observatorio de Sierra Nevada en España y en 2004 por un equipo dirigido por Mike Brown del Caltech en el Observatorio Palomar en los Estados Unidos. Las circunstancias en torno a su descubrimiento generaron gran controversia, por lo que la UAI no nombró un descubridor oficial, aunque en su base de datos y en otras páginas oficiales se indica que el observatorio responsable del hallazgo fue «Sierra Nevada». En contrapartida, el nombre elegido fue el propuesto por el equipo del Caltech, en lugar de Ataecina, que había sugerido el de España. Esto generó sospechas de amiguismo por la relación entre Brown y el director del Centro de Planetas Menores (MPC), Brian Marsden, miembro del comité encargado de asignar los nombres a los objetos catalogados por la institución.
Aunque su forma no se ha observado directamente, los cálculos de su curva de luz sugieren que es elipsoidal, con el eje mayor el doble de largo que el menor. Su masa es un tercio de la de Plutón y la superficie, que está cubierta de una capa de hielo, es muy brillante y presenta una gran mancha roja. Estas características lo hacen único entre los planetas enanos conocidos. Existen varias hipótesis para explicar el alargamiento, su rotación inusualmente rápida y los altos valores de densidad y de albedo. La mayoría incluye un impacto gigante que hizo de Haumea el mayor miembro de una familia de colisión formada por varios objetos transneptunianos (TNO, por sus siglas en inglés) grandes y sus dos lunas conocidas. Sin embargo, casi todas implican una única colisión con baja probabilidad de ocurrir. En 2010 se postuló la formación de un protoplaneta a partir de muchos impactos, que habría sido a su vez fracturado, dando origen a los demás elementos de la familia de Haumea. Esta hipótesis, comprobada por simulaciones por computadora, plantea el escenario más probable.
En octubre de 2017 se descubrió que el planeta posee anillos. Es el primer planeta enano en el que se verifica tal característica.
La forma elongada de Haumea y su corto periodo de rotación pueden limpiar el material inicialmente en un disco ecuatorial mediante resonancias entre la rotación del cuerpo y las partículas del disco. Este mecanismo explica por qué los anillos se encuentran relativamente lejos del cuerpo principal.

## Descubrimiento
Dos equipos reclamaron el crédito por el descubrimiento de Haumea. Pablo Santos Sanz, estudiante de José Luis Ortiz del Instituto de Astrofísica de Andalucía en el Observatorio de Sierra Nevada (España) examinó los registros fotográficos que ambos, junto con Francisco Aceituno, habían tomado desde diciembre de 2002. A mediados de julio, Santos Sanz encontró el planeta enano en imágenes precovery tomadas entre el 7 y el 10 de marzo de 2003. Por su parte, el 28 de diciembre de 2004 Mike Brown, Chad Trujillo (del Caltech) y David Rabinowitz (de Yale) descubrieron en imágenes precovery tomadas el 6 de mayo de ese año el tercero de un grupo de objetos celestes de tamaño comparable o mayor que Plutón, a los que internamente denominaron «Santa» (Haumea), «Easterbunny» (Makemake) y «Xena» (Eris), respectivamente. Todos se detectaron con el telescopio Samuel Oschin de 122 cm en el Observatorio Palomar. Sin embargo, los investigadores no anunciaron sus hallazgos para redactar el artículo científico que informaría del descubrimiento. El 7 de julio, un día antes de la fecha prevista para la presentación, nació la hija de Brown, por lo que pospuso la noticia. El 20 de julio publicaron un resumen de avance indicando su intención de anunciar el descubrimiento en una conferencia en septiembre.
En esa época, utilizando Google para determinar si se trataba de un objeto conocido, el equipo español descubrió en Internet un resumen de Brown en el que se describía un objeto transneptuniano muy brillante, como el que acababan de encontrar. Rastreando el código interno con el que el Caltech lo designaba —K40506A— llegaron a los logs que incluían las posiciones observadas de «Santa» en una página web con los datos de observación del sistema de telescopios SMARTS en el Observatorio de Cerro Tololo en Chile, que el equipo estadounidense utilizaba para rastrear el objeto. Según Santos Sanz, la página no aportaba información suficiente para confirmar si era el mismo objeto. Los españoles también verificaron que el Centro de Planetas Menores (MPC) no tenía registros de su existencia. La noche del 27 de julio de 2005, Ortiz le envió un correo electrónico al MPC con su descubrimiento, titulado «Gran descubrimiento TNO, urgente», sin mencionar que habían investigado los registros del Caltech, hecho que repitieron la mañana siguiente. Posteriormente le pidieron nuevas observaciones a Reiner Stoss, en el Observatorio Astronómico de Mallorca. Stoss encontró imágenes precovery de Haumea en diapositivas digitalizadas del Observatorio Palomar desde 1955, y lo visualizó con su propio telescopio en la noche del 28 de julio. El equipo de Ortiz presentó entonces un segundo informe al MPC que incluía estos nuevos datos, otra vez sin hacer mención de que habían accedido a los registros del Caltech. Al día siguiente, el MPC hizo pública la noticia y le dio el nombre provisional de 2003 EL61. En una conferencia de prensa ese mismo día, Ortiz nombró a Haumea «el décimo planeta». Brown inicialmente le dio el crédito del descubrimiento a Ortiz, pero al poco tiempo el MPC le informó que el código interno con el que designaron el objeto y sus datos estaban disponibles al público y habían sido consultados.

¡No no no no no no no no! Me quedé horrorizado. La primicia de mi descubrimiento me había sido arrebatada por un grupo que decidió no esperar a saber más. Ellos no sabían nada de la información que teníamos de Santa, en particular, que tiene un satélite y que de la órbita del satélite se podría decir que tenía solo 1/3 del tamaño de Plutón, y que sin duda no era el décimo planeta. Peor aún, algunos meses antes, habíamos descubierto algo que era más grande que Plutón. Esto no iba a causar más que confusión.
Mike Brown

Richard W. Pogge (de la Universidad Estatal de Ohio, que mantiene el servidor de SMARTS) utilizó registros digitales de un servidor de terceros para determinar que se había accedido a la página web unas ocho veces entre el 26 y el 28 de julio de 2005 desde una dirección IP del Instituto de Astrofísica de Andalucía (IAA) donde trabajaba el equipo de Ortiz. Según Brown, estos logs incluían información suficiente para que los españoles pudieran recuperar datos de Haumea, notificar su descubrimiento al MPC y realizar las confirmaciones posteriores.
El mismo día en que Ortiz hizo su anuncio, Brown presentó a The Astrophysical Journal un borrador con los datos de la luna que había descubierto el 26 de enero de 2005. Además, informó del descubrimiento de otro objeto del cinturón de Kuiper, Eris, más lejano y más grande que Plutón, al que denominaron «el décimo planeta». El anuncio se hizo antes de lo previsto para evitar que ocurriera algo parecido a lo acontecido con el descubrimiento de Haumea, porque el MPC les dijo que no solo se habían consultado esos datos, sino también los de Eris.
Una vez que la investigación reveló el origen de las consultas, Brown le pidió explicaciones a Ortiz mediante correos electrónicos y llamadas telefónicas, pero no recibió respuesta. Finalmente Ortiz le envió un correo electrónico en el que no afirmaba ni negaba haber accedido a los datos, pero criticaba su actitud al haber escondido la información. «Y recuerde, la única razón por la que ahora estamos intercambiando correos electrónicos se debe a que usted no reportó su objeto».
En un correo a Brown, José Carlos del Toro (entonces director del IAA) se distanció de Ortiz diciendo: «Le ruego su comprensión en separar claramente al instituto en su conjunto de sus miembros individuales: las acciones de los investigadores son de su única responsabilidad». En septiembre de 2005, el mismo Ortiz y su equipo admitieron haber accedido a los registros digitales de observación del Caltech, pero negaron mala intención, diciendo que solamente verificaban si habían descubierto un nuevo objeto. De acuerdo a un artículo de Santos Sanz, cuando se enviaron los datos al MPC por primera vez «aún teníamos dudas» y tras el segundo envío «era casi seguro un transneptuniano».

## Nombre
Hasta que se le dio un nombre permanente, el equipo del Caltech utilizó internamente el apodo de «Santa», debido a que habían descubierto Haumea el 28 de diciembre de 2004. El equipo español propuso un descubrimiento independiente al MPC en julio de 2005. El 29 de julio de ese año, Haumea recibió la designación provisional 2003 EL61, con el «2003» basado en la fecha de la imagen del descubrimiento por los españoles. El 7 de septiembre de 2006, se numeró y admitió a Haumea en el catálogo oficial como el planeta menor (136108) 2003 EL61.
En septiembre de 2006 el equipo del Caltech envió los nombres de la mitología hawaiana a la UAI para (136108) 2003 EL61 y sus lunas propuestos por David Rabinowitz para «rendir homenaje al lugar donde se descubrieron los satélites». Haumea es la diosa patrona de la isla de Hawái, donde está ubicado el Observatorio Mauna Kea. Algunas historias la identifican con Papahānaumoku, la diosa de la tierra y esposa de Wākea. También es la diosa de la fertilidad y el parto, y tuvo muchos hijos que brotaron de diferentes partes de su cuerpo; entre ellos, la matrona de la isla de Hawái, Hiʻiaka, nació de su boca y Namaka, un espíritu del agua, de su cuerpo.
La elección de estos nombres se corresponde con la composición del planetoide y la hipótesis de Brown de su origen y el de la familia colisional a la que pertenece, que afirma que a partir de una antigua colisión se desprendió un enjambre de cuerpos helados del planeta enano, entre los que se encontrarían las dos lunas conocidas del cuerpo celeste.
El protocolo de la UAI indica que el crédito por el descubrimiento de un planeta menor le corresponde a quien presente primero un informe al MPC con suficientes datos de posición para una determinación precisa de su órbita, y que el descubridor acreditado tendrá prioridad en la elección de un nombre. Sin embargo, el anuncio de la UAI de que Haumea había sido aceptado como un planeta enano el 17 de septiembre de 2008, no mencionó un descubridor. Si bien indicaba que el descubrimiento se hizo en el Observatorio de Sierra Nevada, donde trabaja el equipo español, el nombre elegido, Haumea, fue el propuesto por el Caltech. El grupo de Ortiz había sugerido Ataecina, la antigua diosa ibérica de la primavera, debido a su conexión con Plutón, pues Proserpina (asimilada a Ataecina) era la esposa del dios y porque el nombre destacaba la asociación con Andalucía, donde se encuentra el Observatorio de Sierra Nevada en el que hicieron sus observaciones. La proposición no fue aceptada por la UAI, no solo a causa de la polémica con Brown sobre el descubrimiento, sino también porque las deidades ctónicas se reservan para nombres de objetos que orbitan en resonancia con Neptuno.«El problema es que el MPC-CSBN solo da recomendaciones sobre los nombres, no son reglas que haya que cumplir a rajatabla. Es una excusa más para quitar nuestro nombre de en medio y dar el crédito, de forma encubierta, al grupo de Brown, curiosamente estadounidense, como gran parte de los miembros del CSBN-WGPSN», indicó Pablo Santos Sanz, del equipo español.
En la reunión del Comité de Nomenclatura, si se rechaza el nombre sugerido por el descubridor, se recomienda no tomar la propuesta de otro, sino llegar a un punto intermedio. Pero en este caso no fue así: aunque un miembro del CSBM habría propuesto el nombre neutral de Dagda, dios de la mitología irlandesa, finalmente se decidieron por el nombre propuesto por el Caltech, al tener en cuenta además que las dos lunas con nombres hawaianos, descubiertas por los californianos, acompañarían a un planeta enano nombrado como una deidad ibérica. Según el Frankfurter Allgemeine Zeitung, la decisión de elegir el nombre de Brown y no el de Ortiz levantó sospechas de que hubiera sido influenciada por el contacto entre el científico estadounidense y Brian Marsden, quien durante treinta años ha sido director del MPC, encargado de asignar los nombres.

Finalmente se decidió el nombre Haumea (deidad de origen hawaiano) por un solo voto de diferencia en el caso del CSBN, y con la oposición de varios de los miembros que intervinieron en la votación. Y si no bastaba con esto, después de ponerle otro nombre a 2003 EL61 quitaron nuestros nombres de los créditos del descubrimiento y los sustituyeron por el más aséptico «Observatorio de Sierra Nevada», según el secretario del CSBN, con la intención de no crear un «conflicto internacional».

En definitiva, parece que de nuevo los poderosos se han salido con la suya y, en este caso, ha podido el peso mediático y político (¡ni en astronomía estamos libres de intrigas políticas!). Lo suyo, puestos a ser justos con ambos grupos, habría sido que la UAI velara por enterrar las enemistades y hubieran elegido un nombre neutral para 2003 EL61. Ni Ataecina, ni Haumea. Pero no ha sido así, y con esta decisión, sesgada y claramente manipulada, parece que, como ocurre a menudo, el pez grande se come al chico.
Pablo Santos Sanz

Se ha sugerido que la decisión también podría estar relacionada con la desigual representación de ambos países en la sede de la IAU, de 2497 científicos estadounidenses contra 254 españoles.
Brian Marsden apoyó los reclamos de Brown diciendo: «Tarde o temprano, la posteridad tomará conciencia de lo que pasó, y Mike Brown recibirá el crédito completo» y agregó que la controversia es la peor desde la disputa mantenida a principios del siglo XVII entre Galileo Galilei y Simon Marius por la atribución del descubrimiento de los cuatro satélites mayores de Júpiter, finalmente decidida en favor del primero.
Inmediatamente después del anuncio del nombre, Brown indicó que no era habitual que se permitiera a alguien nombrar un cuerpo celeste sin ser reconocido como su descubridor oficial, pero indicó estar satisfecho con el resultado. Recibió el pleno reconocimiento por el descubrimiento de las dos lunas, Hiʻiaka y Namaka.

## Clasificación

La libración de Haumea en un sistema de referencia en rotación, con Neptuno estacionario.

Haumea es un planeta enano y plutoide que se ubica más allá de la órbita de Neptuno. Que sea planeta enano significa que se presume que es lo suficientemente masivo como para haber sido redondeado por su propia gravedad, pero no tiene la dominancia orbital suficiente. Aunque Haumea parece estar lejos de ser esférico, se cree que su forma elipsoidal es el resultado de su rápida rotación, de igual forma que un globo de agua se extiende cuando se hace girar y no tiene gravedad suficiente para vencer el esfuerzo de compresión de su material. Haumea fue catalogado inicialmente como un objeto clásico del cinturón de Kuiper en 2006 por el MPC. La órbita prevista sugiere que está en resonancia con Neptuno en un quinto orden 7:12 pues la distancia del perihelio de 35 ua está cerca del límite de estabilidad con Neptuno. Se necesitan nuevas observaciones de la órbita para verificar su estado dinámico.

## Órbita

Animación de la órbita de Haumea (en rosa) desde el año 2000 hasta el 2300. En azul, órbita de Neptuno.

Haumea tiene la órbita típica de un objeto del cinturón de Kuiper, con un período orbital de 283 años de la Tierra, un perihelio de 35 ua y una inclinación orbital de 28º. Pasó el afelio a principios de 1992, y a finales de 2014 estaba a 50.7 ua del Sol. Su órbita excéntrica lo lleva hasta una distancia del Sol de 35 ua, más cerca que la distancia media de Plutón, que es de 39 ua.
La órbita de Haumea tiene una excentricidad ligeramente mayor que otros miembros de su familia colisional. Se cree que esto se debe a que la resonancia orbital de quinto orden de Haumea con Neptuno modificó gradualmente su órbita inicial en el curso de mil millones de años, a través del efecto Kozai, que permite el intercambio de la inclinación de la órbita por una excentricidad mayor.
Con una magnitud visual de 17.3 Haumea es el tercer objeto más brillante en el cinturón de Kuiper, después de Plutón y Makemake, y es fácilmente observable con un telescopio de aficionado grande. Sin embargo, dado que los planetas y los cuerpos más pequeños del sistema solar comparten una alineación orbital común desde su formación en el disco primordial del sistema solar, los estudios más tempranos para los objetos distantes se centraron en aquellos cuya órbita coincide con el plano de la eclíptica.

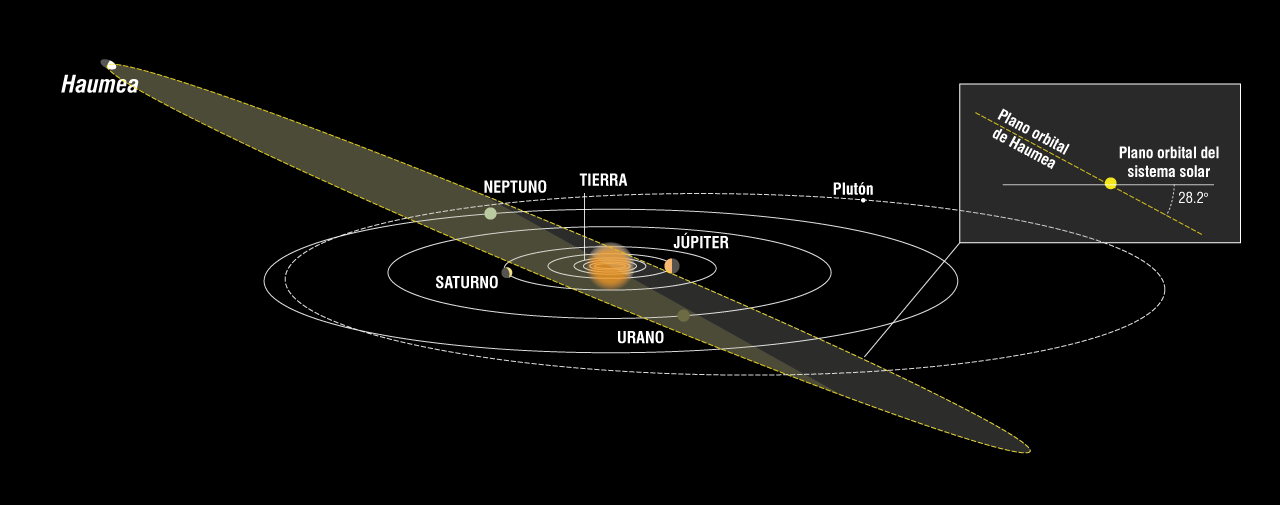
Órbitas de Haumea y Plutón, en relación con la de los planetas exteriores y el plano de la eclíptica.

 A medida que la región del cielo cerca de la eclíptica llegó a ser bien explorada, comenzaron los estudios en busca de objetos que habían sido enviados a órbitas de elevada inclinación, así como objetos más distantes, con movimientos medios lentos a través del cielo. Estos estudios finalmente cubrieron el lugar de Haumea, con su inclinación orbital alta y la posición actual lejos de la eclíptica.

## Rotación

Animación que muestra la rotación de Haumea.

Haumea muestra grandes fluctuaciones en el brillo durante un período de 3.9 horas, lo que solo puede explicarse por un período de rotación de esta duración. Esto es más rápido que cualquier otro cuerpo de equilibrio conocido en el Sistema Solar y, de hecho, más rápido que cualquier otro cuerpo conocido de más de 100 km de diámetro. Mientras que la mayoría de los cuerpos giratorios en equilibrio se aplanan en esferoides oblatos, Haumea gira tan rápidamente que se distorsiona en un elipsoide triaxial. Si Haumea girara mucho más rápido, se distorsionaría en forma de mancuerna y se dividiría en dos. Se cree que esta rápida rotación fue causada por el impacto que creó sus satélites y su familia de colisiones.

## Características físicas
Como Haumea tiene lunas, la masa del sistema se puede calcular a partir de sus órbitas utilizando la tercera ley de Kepler. El resultado es 4.2 × 1021 kg, un 28 % de la masa del sistema plutoniano y el 6 % de la masa de la Luna. Casi toda esta masa corresponde a Haumea.

### Tamaño, forma y composición
El tamaño de un objeto del sistema solar se puede deducir de su magnitud óptica, su distancia y su albedo. Los objetos aparecen brillantes para los observadores terrestres, ya sea porque son grandes o porque son altamente reflectantes. Si se es capaz de determinar su reflectividad —albedo—, se puede hacer una estimación aproximada de su tamaño. Se desconoce el albedo de los objetos más distantes, pero Haumea es grande y lo suficientemente brillante como para medir su emisión térmica, lo que ha dado un valor aproximado para su albedo y por lo tanto su tamaño. Sin embargo, calcular sus dimensiones es complicado por su rápida rotación. La física de rotación de cuerpos deformables predice que en tan poco tiempo como cien días, un cuerpo que gira tan rápidamente como Haumea se distorsiona en la forma de equilibrio de un elipsoide escaleno. Se cree que la mayor parte de la fluctuación en el brillo de Haumea no es causado por las diferencias locales en el albedo, sino por la alternancia de la vista lateral y desde un extremo desde la Tierra.
La rotación y la amplitud de la curva de luz de Haumea crean fuertes restricciones sobre su composición. Si Haumea tuviera una densidad baja como Plutón, con una espesa capa de hielo sobre un pequeño núcleo rocoso, su rápida rotación lo habrían alargado en mayor grado que lo permitido por las fluctuaciones en su brillo. Tales consideraciones limitan su densidad a un rango de 2.6-3.3 g/cm³. Este intervalo cubre los valores de silicatos minerales como el olivino y el piroxeno, que presentan muchos de los objetos rocosos del sistema solar. Esto sugiere que la mayor parte de Haumea es piedra cubierta con una capa relativamente delgada de hielo. Un manto de hielo de mayor grosor, típico de los objetos del cinturón de Kuiper, pudo haberse desprendido durante el impacto que formó la familia colisional de Haumea.
Existen varios modelos de cálculos elipsoides para las dimensiones de Haumea. El primer modelo propuesto después del descubrimiento del planeta fue establecido a partir de observaciones terrestres de su curva de luz en longitudes de onda ópticas: proporcionó una longitud total de 1960 a 2500 km y un albedo visual (pv) mayor de 0.6. La forma más probable es un elipsoide triaxial con unas dimensiones aproximadas de 2000 × 1500 × 1000 km, con un albedo de 0.71. El telescopio espacial Spitzer estimó el diámetro de Haumea en 1150+250
-100 kilómetros y un albedo de 0.84+0.1
-0.2, con fotometría en longitudes de onda infrarrojas de 70 µm. Análisis posteriores de la curva de luz sugirieron un diámetro circular equivalente de 1450 km. En 2010, un análisis de las medidas tomadas por el telescopio espacial Herschel junto con mediciones antiguas del telescopio Spitzer arrojaron una nueva estimación del diámetro equivalente de Haumea de unos 1300 km. El promedio de estas estimaciones independientes del diámetro medio geométrico del planeta es de unos 1400 km. Esto hace que Haumea sea uno de los mayores objetos transneptunianos descubiertos, menor que Eris, Plutón, Makemake y posiblemente Gonggong, y mayor que Sedna, Orcus y Quaoar.

### Superficie
Haumea es tan brillante como la nieve, con un albedo en el rango de 0.6-0.8, lo que está de acuerdo con la modelización de mejor ajuste de los espectros de superficie, que sugirió que entre el 66 y el 80 % de la superficie de Haumea parece ser hielo cristalino puro, con un contribuyente al alto albedo que podría ser cianuro de hidrógeno o arcillas de filosilicatos. También podrían estar presentes sales de cianuro inorgánico, tales como cianuro de potasio o de cobre. En 2005 los telescopios Gemini y Keck pudieron obtener de forma independiente el espectro de Haumea, que muestra gran cantidad de cristales de hielo, similar a lo visto en la superficie de Caronte, la luna de Plutón. Otros estudios de los espectros visible e infrarrojo cercano sugieren una superficie homogénea cubierta por una mezcla 1:1 de hielo amorfo y cristalino, junto con no más de un 8 % de compuestos orgánicos. Esto es inusual, ya que el hielo cristalino se forma a más de 100-110 K, pero la temperatura de la superficie es inferior a 50 K, la cual es termodinámicamente más favorable para la formación de hielo amorfo. Entonces, para que se formara hielo cristalino debió existir un aumento de la temperatura, ya sea por colisiones que calentaran las capas superficiales o por calor que emanase desde el interior del planetoide.
El calor obtenido a partir de la gran cantidad de energía liberada en las colisiones puede haber erosionado materiales que se sublimaron y distribuyeron por toda la superficie del planeta, en una escala de tiempo de decenas de horas. Posteriormente la temperatura descendió a aproximadamente 40 K. Sin embargo, la estructura cristalina es inestable bajo la constante lluvia de rayos cósmicos y partículas energéticas procedentes del Sol que ataca los objetos transneptunianos, En estas condiciones, el tiempo que tarda el hielo cristalino en convertirse en amorfo es del orden de diez millones de años, pero los objetos transneptunianos han estado en sus presentes ubicaciones, de menor temperatura, durante miles de millones de años. Esto lleva a pensar que Haumea y sus familiares son objeto de un proceso de renovación de la superficie que produce hielo cristalino. Para ello se necesitan fuentes adicionales de energía que mantengan la organización cristalina del hielo, como la que puedan generar elementos radiactivos (potasio-40, torio-232 o uranio-238) en el interior del planeta, o los efectos de marea entre Haumea y sus satélites, similares a los que ocurren entre la Tierra y la Luna.
El efecto de la radiación también enrojece y oscurece la superficie de los objetos transneptunianos helados donde hay presencia de compuestos orgánicos y otros similares a tolinas, como es el caso de Plutón. Sin embargo, todos los miembros de esta familia colisional parecen tener superficies brillantes, con espectros de hielo cristalino, lo que parece ser una excepción entre TNO.
La ausencia de cantidades medibles de metano en los espectros de Haumea es consistente con una historia de colisiones frecuentes que habrían liberado suficiente energía para sublimar y perder los compuestos más volátiles antes de que se formaran los hidrocarburos de orden superior al metano, responsables de estos efectos superficiales. Sin embargo, otros TNO también han sufrido impactos similares. La ausencia de hidratos de amonio excluye criovolcanismo y los estudios dinámicos confirman que el evento de colisión debe haber ocurrido hace más de 100 millones de años. Otra posibilidad es que estos compuestos nunca hayan estado presentes.
Además de las grandes fluctuaciones en la curva de luz de Haumea debido a la forma del cuerpo, que afecta a todos los colores por igual, las variaciones de color más pequeñas independientes observadas en las longitudes de onda tanto del rango visible como del infrarrojo cercano muestran una región en la superficie que se diferencia en color y albedo. Más específicamente, en septiembre de 2009 se observó una amplia zona de color rojo oscuro en la superficie blanca brillante de Haumea. Según Pedro Lacerda, uno de los descubridores de la mancha, «Mi interpretación de la fotometría de infrarrojos es que esa zona podría ser más rica en agua helada cristalina que el resto de la superficie», aunque agrega que también podría tratarse de la irradiación de algún mineral o materia orgánica. «El hecho por el que creo que encontré más agua cristalina en la mancha significa que la temperatura allí puede haber sido un poco más alta en el pasado, por lo que podría haberse calentado allí», dice Lacerda. Su hipótesis es que la fuente de calor pudo haber sido el impacto de un objeto pequeño, probablemente rojizo y con moléculas orgánicas, pero «es todo muy especulativo», ya que no se sabe a ciencia cierta qué tamaño tiene la mancha, pues la distancia al planeta enano es tan grande que no se puede resolver ningún detalle de su superficie. «Podría ser muy grande y no muy diferente en color, solo ligeramente rojiza y ligeramente más oscura que el objeto, o podría ser mucho más pequeña, pero mucho más roja y más oscura». Al no detectarse atmósfera, no es posible atribuir su formación a una condensación irregular de gases, a la vez que la falta de variación acromática en brillo sugiere que la mancha no se trata de un accidente geográfico, como un valle o una montaña.

## Satélites

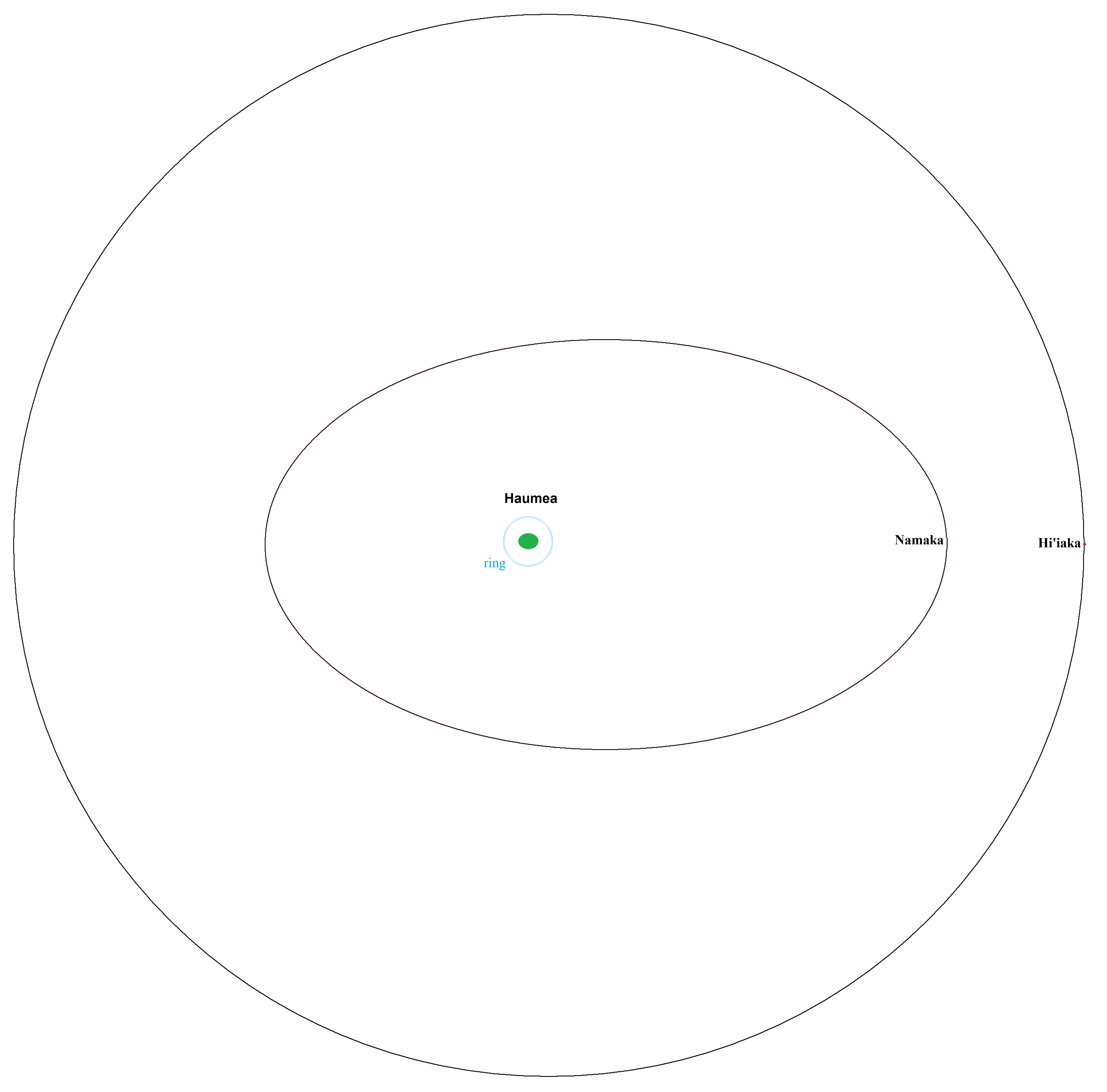
Las órbitas de los dos satélites alrededor de Haumea.

El 26 de enero de 2005 el Observatorio W. M. Keck descubrió un satélite natural que tiene un 1 % de la masa de 2003 EL61. Ya que el equipo de Brown había denominado «Santa» a Haumea, al satélite le dieron el nombre provisional de «Rudolph». Posteriormente recibió el nombre de (136108) Haumea I Hi'iaka. Es el satélite más externo, grande y brillante de Haumea, con unos 310 km de diámetro. Orbita en una trayectoria casi circular con un periodo de traslación de 49 días a una distancia de 50 000 km. Sus características de absorción fuerte en 1.5 y 2 micrómetros en el espectro infrarrojo son consistentes con el hecho de que su superficie esté cubierta en gran parte con hielo cristalino casi puro. El inusual espectro, además de unas líneas de absorción similares a las de Haumea, llevó al equipo del Caltech a la conclusión de que la captura era un modelo poco probable para la formación del sistema, y que las lunas deben ser fragmentos del propio planeta enano.
El 30 de junio de 2005 se descubrió un nuevo satélite al que se le dio el nombre provisorio de «Blitzen», luego rebautizado (136108) Haumea II Namaka. Es el satélite más pequeño y que se encuentra más próximo a Haumea. Tiene un décimo de la masa de Hi'iaka, una órbita altamente elíptica, no kepleriana, que recorre en 18 días, y según mediciones realizadas en 2008 se inclina 13° respecto al plano de la órbita del satélite mayor, que perturba la suya. Las excentricidades relativamente grandes y la inclinación mutua de las órbitas de los satélites son inesperadas, ya que deberían haber sido amortiguadas por los efectos de las mareas. La resonancia (3:1) podría explicar las actuales órbitas de las lunas de Haumea.
En 2014 las órbitas de estas lunas aparecen casi exactamente de canto desde la Tierra, lo que produce que Namaka oculte de forma periódica a Haumea. La observación de dichos tránsitos proporcionaría información precisa sobre el tamaño y la forma de Haumea y sus lunas, como sucedió a finales de 1980 con Plutón y Caronte. La última vez que Hiʻiaka ocultó a Haumea fue en 1999, unos años antes de su descubrimiento, y no lo hará de nuevo por unos ciento treinta años. Sin embargo, en una situación única entre satélites, la órbita de Namaka tiene un gran torque debido a Hiʻiaka, conservando el ángulo de visión de los tránsitos Namaka-Haumea por varios años más.
En la siguiente tabla se listan los satélites de Haumea, ordenados de menor a mayor período orbital.
| Nombre    | Nombre  | Diámetro promedio (km) | Masa (×1021 kg) | Semieje mayor (km) | Período orbital (días) | Excentricidad | Inclinación        | Fecha de descubrimiento |
| --------- | ------- | ---------------------- | --------------- | ------------------ | ---------------------- | ------------- | ------------------ | ----------------------- |
| Haumea II | Namaka  | ~170 (?)               | ~0.08           | ~39 000 si e = 0   | 34.7 ± 0.1 si e = 0    | Desconocido   | 39 ± 6° de Hiʻiaka | 2005                    |
| Haumea I  | Hiʻiaka | ~310                   | ~0.4            | 49 500 ± 400       | 49.12 ± 0.03           | 0.050 ± 0.003 | 234.8 ± 0.3°       | 2005                    |

## Familia colisional
Haumea es el mayor miembro de la familia colisional que lleva su nombre, un grupo de objetos astronómicos con características físicas y orbitales similares que podrían haber tenido un origen común. Esta familia es la primera en ser identificada entre objetos transneptunianos e incluye —junto a Haumea y sus lunas— a (55636) 2002 TX300, (24835) 1995 SM55 (≈174 km), (19308) 1996 TO66 (≈200 km), (120178) 2003 OP32 (≈230 km) y (145453) 2005 RR43 (≈252 km).
Existen varias teorías sobre el origen de esta familia colisional. Brown propuso que se formó como producto directo del impacto que quitó el manto de hielo de Haumea. Otra hipótesis, también basada en una colisión a gran velocidad, sugiere que el material expulsado en el choque inicial se fusionó en una gran luna de Haumea, que más tarde fue destruida en una segunda colisión, dispersando sus fragmentos hacia el exterior. Este segundo escenario parece producir una dispersión de velocidades de los fragmentos más parecida a la observada en los miembros de la familia. En el poco poblado cinturón de Kuiper actual, la posibilidad de una colisión más antigua que el sistema solar es menor al 0.1 %. La familia no podría haberse formado en el cinturón de Kuiper primordial, más denso, debido a que un grupo tan unido habría sido alterado por la migración de Neptuno dentro del cinturón, lo que se cree que es la causa de la baja densidad actual del cinturón. Por lo tanto, en estas teorías se sugiere que el origen del objeto que generó Haumea y sus familiares se encuentra en la región dinámica del disco disperso, en el que la posibilidad de una colisión de este tipo es mucho más alta. Las críticas a estos modelos se centran en dos factores. El primero es que la dispersión de velocidades de los miembros de la familia es incompatible con una colisión catastrófica, que en sí misma tiene muy bajas probabilidades de ocurrir, y además, tienden a disminuir la velocidad angular del cuerpo, por lo que los integrantes de la familia deberían tener una rotación primordial mayor que la observada.
Otra teoría sugiere que dos cuerpos de tamaño similar habrían colisionado de forma rasante. Este modelo también implica una colisión con baja probabilidad de ocurrir, pues para que la familia se mantenga unida debió ocurrir en un periodo posterior próximo al bombardeo intenso tardío.
Por estos motivos, en 2010 se postuló otra hipótesis sobre el origen de la familia de Haumea, con base en múltiples colisiones subcatastróficas que habrían formado un cuerpo reacumulado denominado «proto-Haumea», que al haber sido impactado por un pequeño proyectil habría creado un satélite, cuya fragmentación posterior habría dado lugar a la formación de Hi’iaka, Namaka y el resto de integrantes de la familia colisional. Este escenario está basado en colisiones con altas posibilidades de ocurrencia y verificadas por simulaciones numéricas.
Cualquiera que sea la forma en que surgió la familia, el nivel posterior de dispersión indica un proceso de al menos mil millones de años de duración, por lo que se cree que la colisión original tuvo lugar muy temprano en la historia del sistema solar.

### En inglés
- Visualización de la órbita hecha por la NASA
- Datos orbitales de Haumea desde el JPL
- Simulación Orbital / Efemérides
- Circular del MPEC incluyendo datos de 2003 EL61
- Astronomers Discover "10th Planet" - Artículo en Sky & Telescope describiendo el descubrimiento de 2003 EL61 y 2003 UB313.

- Datos: Q601
- Multimedia: 136108 Haumea / Q601